# トルコのキプロス侵攻
トルコのキプロス侵攻（トルコのキプロスしんこう、Turkish invasion of Cyprus）は、1974年7月15日のキプロスのクーデター直後の1974年7月20日に開始された。
トルコ側の作戦名はアティッラー作戦（トルコ語: Atilla Harekât）である。

## 概要
クーデターは、ギリシャ軍事政権により指令を受けたキプロス国家守備隊がEOKA Bと共同で実行した。キプロス大統領のマカリオス3世大主教が解任され、ニコス・サンプソンが大統領に任命された。クーデターの目的は、キプロスとギリシアの連合(Enosis)であり、キプロス・ギリシャ共和国(Hellenic Republic of Cyprus)設立の宣言であった。
1974年7月、トルコ軍は停戦が宣言される前に、島の3%に侵攻、占領した。ギリシャ軍事政権は崩壊し、民政となった。1974年8月、再度のトルコの侵攻により、島の約36%が占領された。1974年8月からの停戦ラインは、キプロスの国連緩衝地帯となり、一般的にグリーンラインと呼ばれている。
約150,000人(キプロス総人口の4分の1以上、ギリシャ系キプロス人人口の3分の1に相当)が、ギリシャ系キプロス人が人口の80%を占めていた島北部より追放された。1975年には、およそ60,000人のトルコ系キプロス人（トルコ系キプロス人の人口の半分）が、南から北に移った。トルコのキプロス侵攻の結果、国連が監視するグリーンラインに沿って、キプロスが分割された。グリーンラインは今もなおキプロスを分断しており、島の北側に事実上、自治トルコキプロス政権ができた。1983年、北キプロス・トルコ共和国(TRNC)が独立を宣言したが、トルコのみが共和国を承認している。国際社会は、TRNCの領土をキプロス共和国のトルコ占領地域と見なしている。この占領は国際法下で違法と見なされており、欧州連合にキプロスが加盟したため、欧州連合の領土を不法に占領していることとなっている。
トルコ人は、この作戦は「キプロス平和作戦(Kıbrıs Barış Harekâtı)」、「平和作戦(Barış Harekâtı)」、又は「キプロス作戦(Kıbrıs Harekâtı)」とも呼んでおり、トルコの軍事行動は平和維持作戦であると主張している。